# امس (ویرجینیای غربی)
امس، غرب ویرجینیا (به انگلیسی: Ames, West Virginia) یک منطقهٔ مسکونی در ایالات متحده آمریکا است که در ویرجینیای غربی واقع شده‌است.

## خصوصیات
امس ۲۷۷٫۰۷ متر بالاتر از سطح دریا واقع شده‌است.